# Lilian Ellis
Lilian Ellis, född 25 maj 1907 i Tyskland, död 21 februari 1951 i Köpenhamn i Danmark, var en tysk-dansk skådespelare, dansare och sångare. 
Lilian Ellis gjorde 1928–1945 roller i filmer från Österrike, Tyskland, Schweiz, Danmark och Sverige. Hon engagerades i Sverige på ett ettårskontrakt 1943 efter att ha gjort stor succé i den danska filmen Alla gå kring och förälska sig 1941.
Ellis var inlagd på Bispebjerg Hospital och opererades för en allvarlig njursjukdom. Trots att hon höll på att återhämta sig, så dog hon av en plötslig blodpropp.

## Filmografi i urval
- 1931 - Kvinnan som alla tala om
- 1941 – Alla gå kring och förälska sig
- 1943 – En melodi om våren
- 1944 - Elly Petersen
- 1945 - De kloge og vi gale